# Aucula dolens
Aucula dolens là một loài bướm đêm trong họ Noctuidae.